# فاضل نظری
ابوالفضل نظری با نام هنری فاضل نظری (زادهٔ ۱۰ شهریور ۱۳۵۸) شاعر ایرانی و مدرس دانشگاه است. آثار او در زمره‌ی پرتیراژترین کتاب‌های شعر در دهه‌ی نود خورشیدی بود.

## زندگی
فاضل نظری در سال ۱۳۵۸ در شهرستان خمین واقع در جنوب استان مرکزی زاده شد. تحصیلات اولیهٔ خود را در شهرهای خمین و خوانسار گذرانده است. تا کنون از این شاعر، هشت دفتر شعر گریه‌های امپراتور، اقلیت، آن‌ها، ضد، کتاب، اکنون، وجود و نیست به چاپ رسیده است. آثار او در بسته‌بندی‌های مجزا تحت عنوان سه‌گانهٔ شعریِ فاضل نظری و پنج دفتر نیز ارائه شده است.
در اردیبهشت ۱۳۹۷ جشن انتشار پانصدهزارمین نسخه از کتاب‌های او در فروشگاه مرکزی نشر سوره مهر با حضور علاقه‌مندان برگزار شد.
از کتاب او به‌عنوان کتاب سال جمهوری اسلامی در سال ۱۳۸۷ تقدیر شد، همچنین از وی به‌عنوان شاعر برگزیده دههٔ ۱۳۸۰ به گزینش مردم در هفتمین جشنواره شعر فجر و همچنین پرمخاطب‌ترین شاعر با معرفی بنیاد ادبیات داستانی وابسته به وزارت فرهنگ و ارشاد اسلامی تجلیل به عمل آمده است. نظری به عنوان «شاعر جریان‌ساز»، در کنار ابراهیم حاتمی‌کیا، نرگس آبیار، مرتضی سرهنگی و مسعود نجابتی، نامزد چهرهٔ شاخص هنر انقلاب اسلامی سال ۱۳۹۳ در ایران شد.
گزیدهٔ برخی آثار او در کشورهای فارسی‌زبان منتشر شده است. ‏ همچنین گزیدهٔ اشعار وی در سال ۱۳۹۲ در انتشارات مروارید منتشر شده است. ‏
پنجمین اثر او با نام کتاب با هجده‌هزار نسخه فروش در ده روز پرفروش‌ترین کتاب نمایشگاه در سال ۱۳۹۵ شد. ششمین مجموعه غزل او که در نیمه اسفند ماه نود و هفت با نام اکنون منتشر شد و این کتاب در هفته اول پس از انتشار هفت بار تجدید چاپ شد.

### مسئولیت‌ها و مناصب
فاضل نظری علاوه بر سابقهٔ ۱۰ سال ریاست حوزه هنری استان تهران و حوزه هنری کودک و نوجوان، رئیس مرکز موسیقی، رئیس جشنواره‌ها و معاون هنری حوزه هنری، عضو شورای عالی شعر سازمان صدا و سیما و قائم مقام ستاد جذب و پرورش استعدادهای درخشان هنری نیز بوده و از سال ۱۳۸۳ در دانشگاه‌های تهران و شهید بهشتی در حوزه مدیریت تدریس می‌کند.
نظری همچنین در دهه هشتاد دبیر سه دوره جشنواره بین‌المللی فیلم صد، دبیر علمی جشنواره بین‌المللی شعر فجر ‏و عضو شورای ارزیابی نخبگان معاونت علمی ریاست جمهوری بوده است.
او افزون بر عضویت در شورای علمی گروه ادبیات انقلاب اسلامی فرهنگستان زبان و ادب فارسی، از آذرماه ۱۳۹۶ تا اردیبهشت ۱۴۰۰ رئیس هیئت مدیره و مدیرعامل کانون پرورش فکری کودکان و نوجوانان بود.

### مدیریت فرهنگی
فاضل نظری اولین رئیس حوزه هنری استان تهران پس از پایه‌گذاری آن در سال ۸۲ بود. او در سال ۹۰ از مدیریت حوزه هنری استان تهران استعفا داد. برای مدتی در سمت مشاور رئیس در حوزه هنری فعال بود و به تدریس در دانشگاه اشتغال داشت. ولی در سال ۹۳ با حفظ سمت مشاور رئیس حوزه هنری، ریاست مرکز موسیقی را نیز عهده‌دار شد. و برنامه‌هایی مثل شب آواز و تولید گسترده آلبوم‌های مورد علاقه جوانان را آغاز کرد و توانست موفقیت‌هایی در آن مسوولیت حاصل کند. بعد از این دوره بود که فاضل نظری به عنوان معاون هنری معرفی شد. او در آذرماه ۹۶ به عنوان مدیر عامل کانون پرورش فکری کودکان و نوجوانان معرفی شد و در اسفندماه همان سال ریاست هیئت مدیره را نیز عهده‌دار شد. او پس از رفتن سید محمد بطحایی از وزارت آموزش و پرورش و در پی اختلاف نظر با تیم مدیریتی جدید وزارتخانه، پس از پایان یافتن دورهٔ قانونی هیئت مدیره اعلام کرد از کانون جدا خواهد شد.

## نمونهٔ اشعار
در راهِ رسیدن به تو گیرم که بمیرم / اصلاً به تو افتاد مسیرم که بمیرم

یک قطرهٔ آبم که در اندیشهٔ دریا / افتادم و باید بپذیرم که بمیرم

یا چشم بپوش از من و از خویش برانم / یا تَنگ در آغوش بگیرم که بمیرم

این کوزه ترک خورد! چه جای نگرانی است / من ساخته از خاکِ کویرم که بمیرم

خاموش مکن آتشِ افروخته‌ام را / بگذار بمیرم که بمیرم که بمیرم

(گریه‌های امپراتور، انتشارات سوره مهر، چاپ سی‌ام، ۱۳۹۳، ص۱۱، شعر نگرانی)

## کتاب‌شناسی

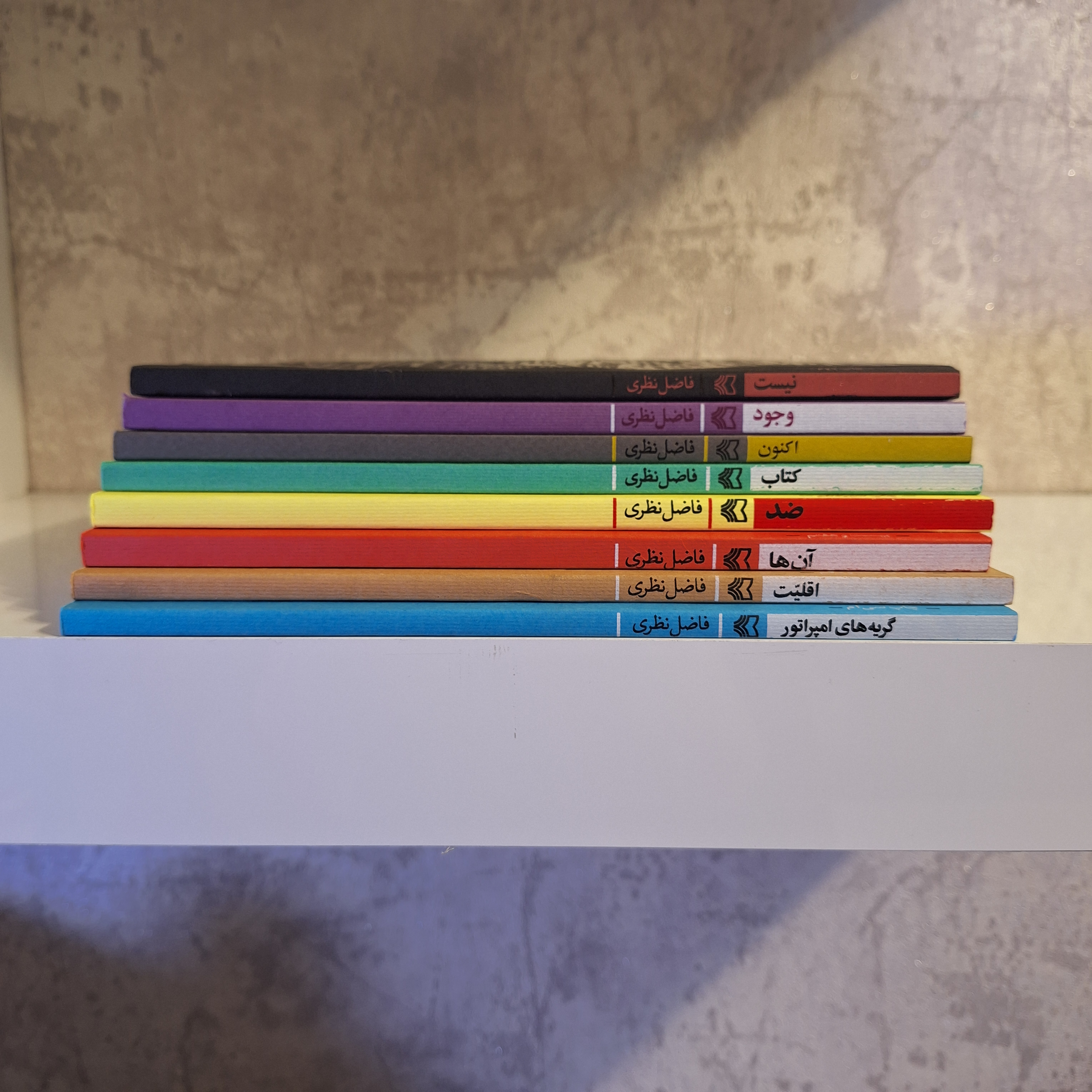
هشت‌کتاب شعر فاضل نظری: گریه‌های امپراطور (۸۲)، اقلیت (۸۵)، آن‌ها (۸۸)، ضد (۹۲)، کتاب (۹۵)، اکنون (۹۷)، وجود (۴۰۱)، نیست (۴۰۳)

### مقاله‌های دیگران در سنجش اشعار وی
- سبک‌شناسی غزل دوره انقلاب با تمرکز بر سه‌گانه فاضل نظری[۲۴] (پایان‌نامه دانشگاه علامه طباطبایی، ۱۳۹۱)
- بررسی ساختارها و ظرفیت‌های معناسازی در اشعار فاضل نظری[۲۵] (پورتال جامع علوم انسانی، ۱۳۹۷)
- سنت گرایی و سنت گریزی در غزلیات فاضل نظری[۲۶] (فصلنامه پژوهش‌های ادبی و سبک‌شناسی، شماره ۳۶، تابستان ۱۳۹۸)
- بررسی و تحلیل رگه‌های تربیتی و اخلاقی در شعر فاضل نظری[۲۷] (دومین کنگره بین‌المللی و سومین کنفرانس توانمندسازی جامعه در حوزه علوم انسانی و مطالعات تربیتی - ۱۳۹۷)